# Baita (Liaoyang)
Der Stadtbezirk Baita (chinesisch 白塔区, Pinyin Báitǎ Qū) ist ein Stadtbezirk der bezirksfreien Stadt Liaoyang in der nordostchinesischen Provinz Liaoning. Er hat eine Fläche von 29,61 km² und zählt 359.401 Einwohner (Stand: Zensus 2020).

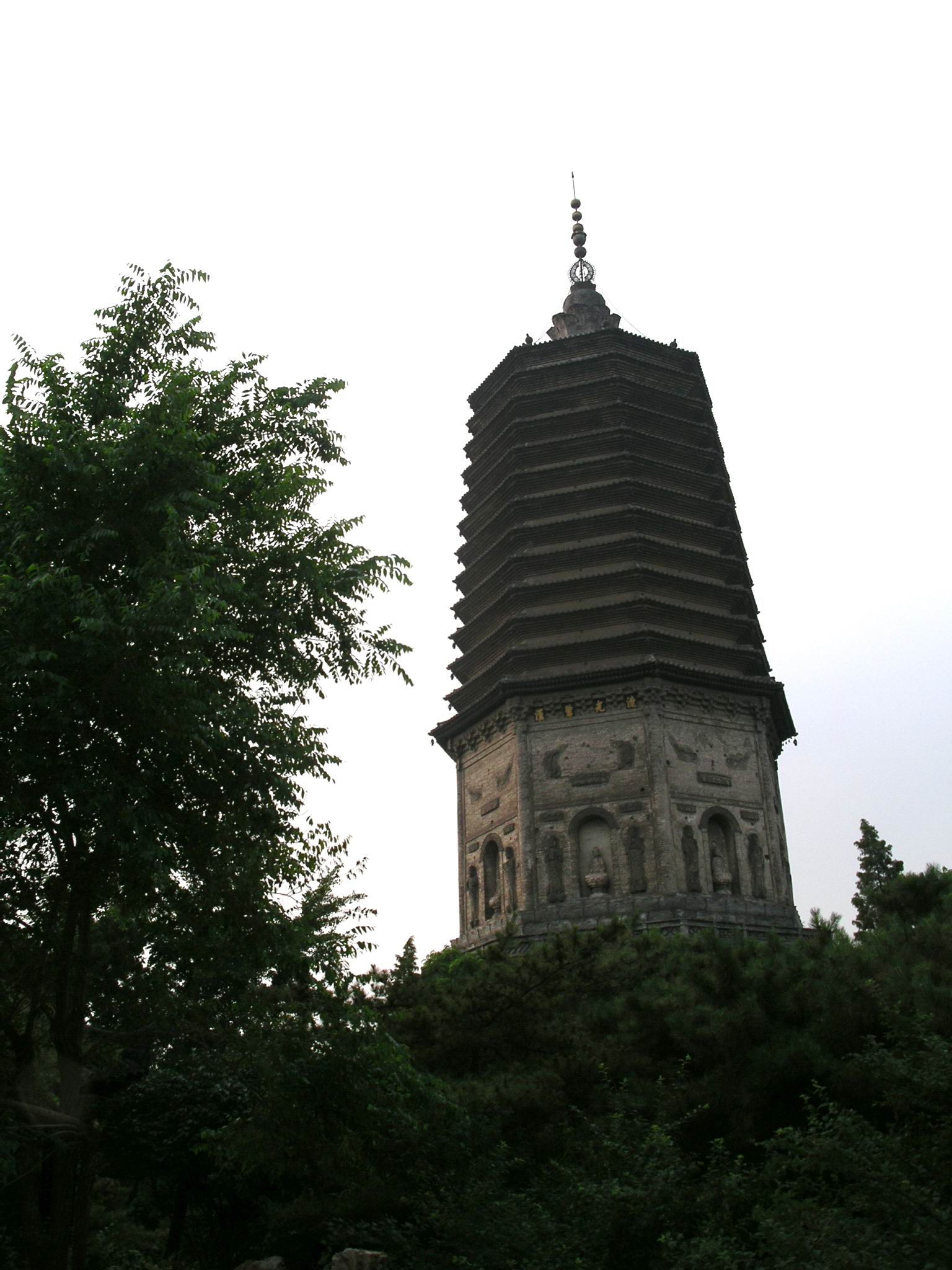
Der namensgebende „weiße Turm“

Seinen Namen hat der Stadtbezirk von dem dort befindlichen, Anfang des 12. Jahrhunderts gebauten „weißen Turm“ (Bái Tǎ). Auf Gemeindeebene setzt sich der Stadtbezirk aus sechs Straßenvierteln zusammen. 